# اپلزر ۱۴۹۲
سیارک ۱۴۹۲ (به انگلیسی: 1492 Oppolzer، نامگذاری:1938FL) هزار و چهارصد و نود و دومین سیارک کشف شده‌است که در ۲۳ مارس ۱۹۳۸ کشف شد.
قدر مطلق سیارک برابر ۱۲٫۸۰ است.